# Liste der Bodendenkmale in Westheide
In der Liste der Bodendenkmale in Westheide sind alle Bodendenkmale der Gemeinde Westheide und ihrer Ortsteile aufgelistet. Grundlage ist die Veröffentlichung der Landesdenkmalliste mit Stand vom 25. Februar 2016.  Die Baudenkmale sind in der Liste der Kulturdenkmale in Westheide aufgeführt.
| Denkmal-ID | Fundart            | Ortsteil     | Bezeichnung          | Zeitstellung | Lage | Bemerkungen                                                                  | Bild |
| ---------- | ------------------ | ------------ | -------------------- | ------------ | ---- | ---------------------------------------------------------------------------- | ---- |
| 428312075  | Befestigung > Burg | Hillersleben | Kloster Hillersleben | undatiert    | Lage | überbaute Burganlage, vermutlich aus der zweiten Hälfte des 10. Jahrhunderts |      |